# Cadillac Eldorado
O Cadillac Eldorado é um automóvel coupé de porte grande da Cadillac, fabricado entre 1952 e 2002. A primeira geração durou somente um ano até surgir a segunda.

## Primeira geração (1953)
O Cadillac Series 62 juntou-se aos topo-de-linha Oldsmobile 98 Fiesta, Chevrolet Corvette e Buick Roadmaster skylark, de produção limitada conversíveis introduzidos em 1953 pela General Motors.

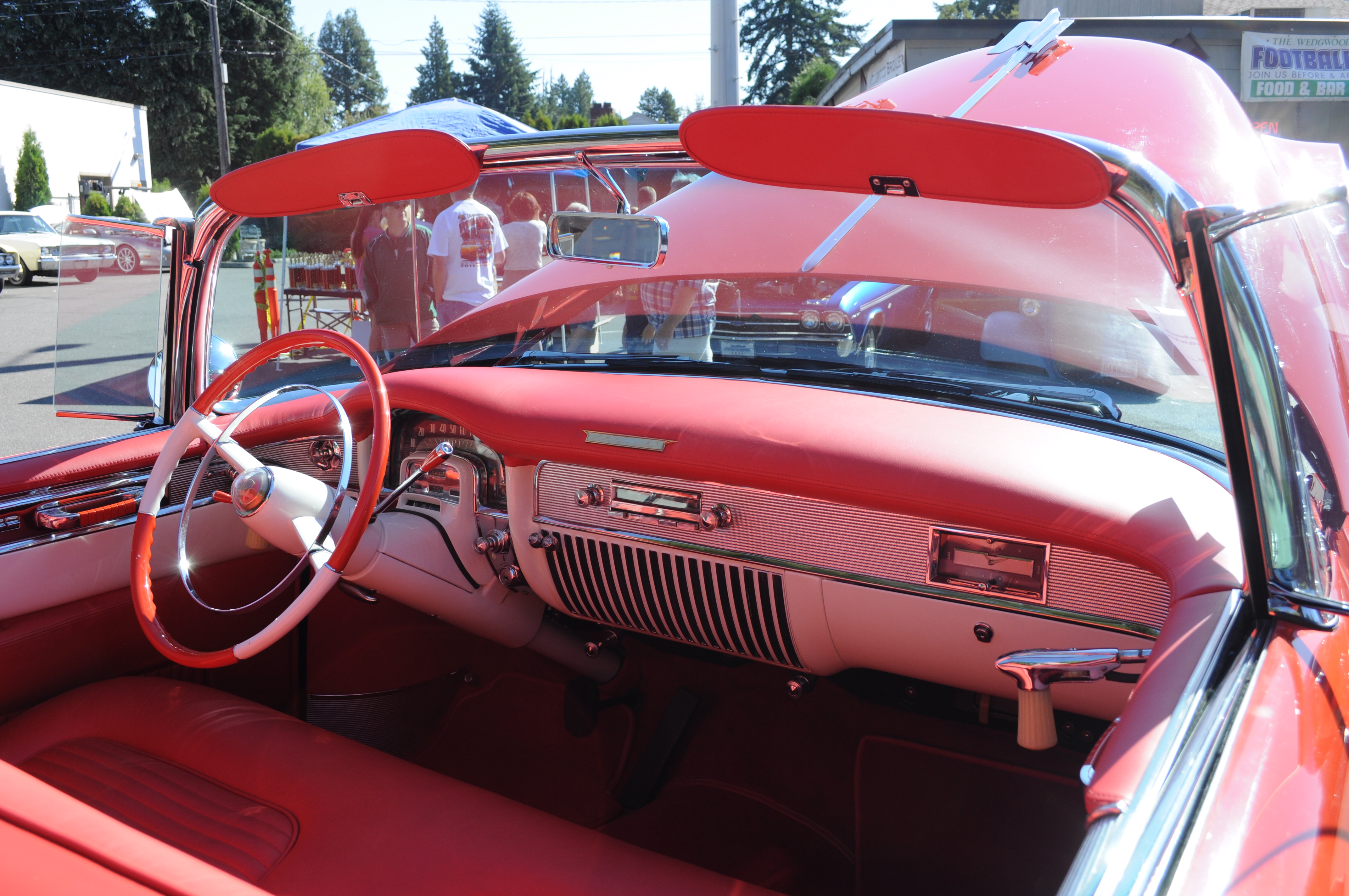
Interior do Cadillac Eldorado de 53
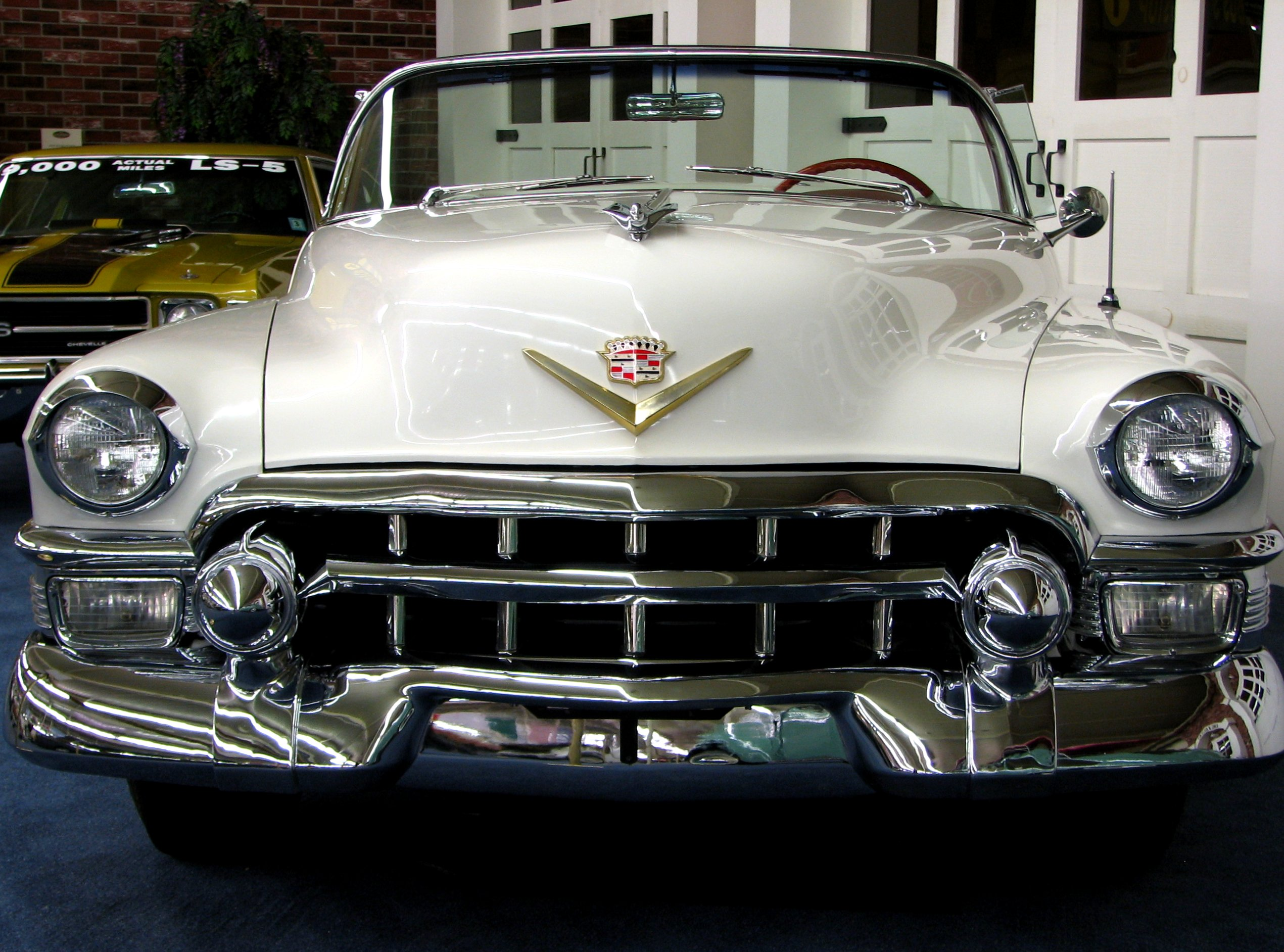
Frente do Cadillac Eldorado de 53
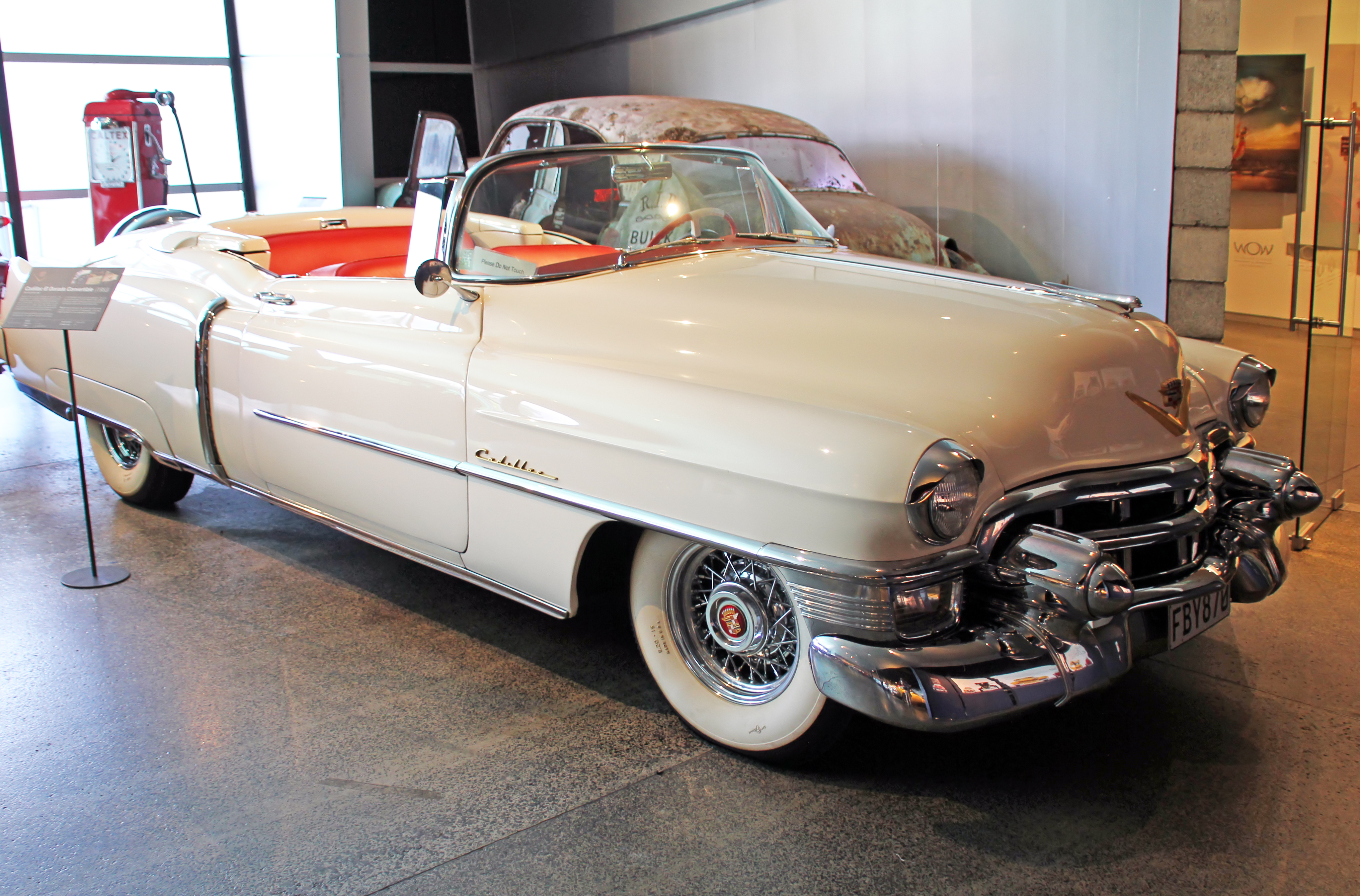
Eldorado de 53

## Segunda geração (1954–1956)
A segunda geração do Eldorado começou em 1954 e foi até 1956. 

## 3ª Geração
A terceira geração iniciou-se em 1957 e terminou em 1958.

## Quarta geração (1959–1960)
A quarta geração foi a mais famosa dos Cadillac's Eldorado, que ficaram conhecidos como "rabo-de-peixe". A produção foi de 1959 a 1960. O veículo ficou famoso no mundo após o lançamento do filme Pink Cadillac.

## 5ª Geração
O Eldorado da quinta geração continuou com o sucesso do modelo anterior, a sua produção foi de 1961 a 1964.

## 6ª Geração
A sexta geração foi iniciada em 1965 indo até 1966.

## 7ª Geração
A sétima geração foi de 1967 até 1970 quando a Cadillac passou a utilizar a Tração dianteira no eldorado, com isso o cadillac eldorado passou a ser o 2° legítimo muscle car com tração dianteira do mundo, ficando atrás do oldsmobile toronado que veio à público um ano antes(1966), em 1967 a cadillac intalou o motor Cadillac 472 V8 7.7L que gera 375hp, com isso o modelo passou a ir de 0 a 100km/h em 8,1s e atingir 205km/h, chegando em 1970 a cadillac fez um pequeno facelift e adicionou o motor Cadillac 500 V8 de 8.2L com 400hp, esse foi o maior e mais torcudo (já que ele gera 746nm de torque) motor já utilizado em um muscle car da era de ouro(50's-1973), com esse motor o eldorado que pesava 2,2 toneladas passou a ir de 0 a 100km/h em apenas 7,6s e poder atigir velocidades superiores à 215km/h, hoje o cadillac eldorado 1967-1970 é lembrado como o carro mais radical e extremo já construido pela Cadillac.

## 8ª Geração
A oitava geração foi uma das mais duradouras da linha Eldorado indo de 1971 ate o ano de 1978.

## 9ª Geração
A nona geração foi produzida entre 1979 e 1985

## 10ª Geração
A décima geração foi produzida entre 1986 e 1991

## 11ª Geração
A décima primeira geração foi produzida entre 1991 e 2002